# Bingöl

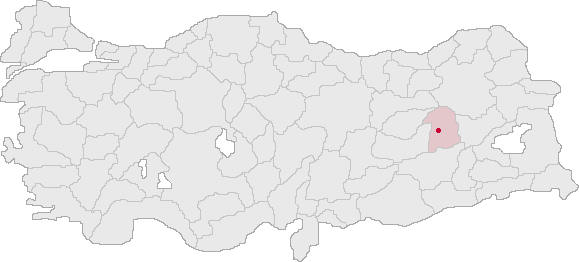
Położenie miasta i prowincji Bingöl

Bingöl – miasto we wschodniej Turcji, centrum administracyjne prowincji o tej samej nazwie.
Według danych na rok 2000 miasto zamieszkiwało 68 876 osób, a według danych na rok 2004 całą prowincję ok. 251 000 osób. Gęstość zaludnienia w prowincji wynosiła ok. 31 osób na km².